# Dig It (песня Skinny Puppy)
«Dig It» (с англ. — «Копай») — песня канадской электро-индастриал-группы Skinny Puppy с альбома Mind: The Perpetual Intercourse выпущенный в виде сингла в мае 1986 года лейблом Nettwerk. На песню был сделан ремикс Нивеком Огром и Марком Уолком: он вошёл в трек-лист ремикс-альбома Skinny Puppy — Remix dystemper.
Фронтмен Nine Inch Nails Трент Резнор сказал, что «Dig It» оказала основное влияние на первую песню Nine Inch Nails «Down in It».

## Художественное оформление
Фотографию для обложек, типографику и дизайн разработал Стивен Р. Гилмор. Сама обложка представляет собой гравюру Гюстава Доре с его иллюстраций к «Аду» Данте. На задней обложке изображены «Погребение Сарры», также работы Гюстава Доре.

## Музыкальное видео
На эту песню было снято видео. Видео начинается с Кевина Ки на кладбище с ребёнком. Затем сцена переносится в офис, где у мужчины во время работы случается сердечный приступ и он умирает. На кладбище Ки начинает засыпать открытую могилу различными канцелярскими принадлежностями, в то время как Огр поёт припев, содержащий строчку «execute economic slave» (рус. «казнить экономического раба»). В видео использован любопытный стиль леттербоксинга, который использует дополнительное пространство в верхней и нижней части экрана для различных искажённых изображений. На MuchMusic запретили это видео, потому что такты были восприняты как содержащие подсознательные послания.
Видеоклип на эту песню регулярно транслировалась на канале MTV, что помогло укрепить имидж группы в Соединённых Штатах.

## Отзывы критиков
| Оценки критиков | Оценки критиков |
| Источник        | Оценка          |
| --------------- | --------------- |
| AllMusic        | [ 7 ]           |

В 2015 году журнал Treble назвал «Dig It» одной из десяти самых популярных индастриал-песен 1980-х.

## Список композиций
| №  | Название                                                        | Длительность |
| -- | --------------------------------------------------------------- | ------------ |
| 1. | «Dig It (12" Version)»                                          | 7:24         |
| 2. | «The Choke (Re-Grip)»                                           | 6:11         |
| 3. | «Film» (Включён только в 12-дюймовую версию Play It Again Sam.) | 2:51         |

## Участники записи
| Skinny Puppy - Нивек Огр — вокал - Кевин Ки — барабаны, перкуссия, клавишные, гитара, бас-гитара, синтезатор Приглашённые музыканты - Дуэйн Готтел — клавишные, синтезатор, семплы, бас-гитара | Производственный персонал - Кевин Ки — продюсер, звукоинженер - Дэйв Огилви — продюсер, звукоинженер Художественное оформление - Стивен Р. Гилмор — дизайн обложки, фотограф, типографика |